# 五所川原市立五所川原第四中学校
五所川原市立五所川原第四中学校（ごしょがわらしりつ ごしょがわらだいよんちゅうがっこう）は、青森県五所川原市大字飯詰にある公立中学校。

## 概要
- 本校は、1984年4月に飯詰中学校と中川中学校が統合して設立された学校である。

## 沿革
- 1983年（昭和58年）
  - 10月 - 鉄筋コンクリート造の校舎建設[1]。
  - 12月 - 鉄筋コンクリート造の体育館建設[1]。
- 1984年（昭和59年）
  - 4月1日 - 開校。この時点の生徒数362名・学級数10[2]。
  - 4月5日 - 落成式と開校式挙行。

## 学区
- 五所川原市立いずみ小学校#学区を参照。

## 交通
- 五所川原市中心部から車で約5km・約10分。
- 津軽鉄道津軽鉄道線津軽飯詰駅から、徒歩約1.3km・約19分。
- 弘南バス五所川原 - 小泊線 （金木・中里経由）「沖飯詰」バス停より、
  - 五所川原駅前経由五所川原営業所行のりばから、徒歩約1.35km弱・約20分。
  - 金木・中里経由小泊行のりばから、徒歩約1.4km弱・約21分。

## 参考資料
- 「教育 - 教育行政・教育財政」『東奥年鑑1986年版』東奥日報社、1985年9月1日、270頁。ASIN B000J7JCJY。